# Kreis Kisvárda
Der Kreis Kisvárda (ungarisch Kisvárdai járás) ist ein Kreis im Norden des nordostungarischen Komitats Szabolcs-Szatmár-Bereg. Er grenzt im Norden an den Kreis Záhony, im Osten an den Kreis Vásárosnamény, im Süden an den Kreis Baktalórántháza und im Osten an die Kreise Kemecse und Ibrány. Im Nordwesten bildet das Komitat Borsod-Abaúj-Zemplén die Grenze.

## Geschichte
Der Kreis ging zur ungarischen Verwaltungsreform Anfang 2013 aus allen 21 Gemeinden des Vorgängers, dem gleichnamigen Kleingebiet (ungarisch Kisvárdai kistérség), hervor. Zwei weitere Gemeinden kamen vom südlich gelegenen Nachbarn Baktalórántháza hinzu.

## Gemeindeübersicht
Der Kreis Kisvárda hat eine durchschnittliche Gemeindegröße von 2.457 Einwohnern auf einer Fläche von 22,74 Quadratkilometern. Die Bevölkerungsdichte des drittbevölkerungsreichsten Kreises liegt über dem Komitatswert (95). Der Verwaltungssitz befindet sich in der größten Stadt, Kisvárda, im Zentrum des Kreises gelegen.
| Gemeinde          | Status   | Herkunft Kleingebiet | Einwohnerzahl | Einwohnerzahl | Einwohnerzahl | Fläche (km²) | Bevölkerungs- dichte (Ew./km²) |
| Gemeinde          | Status   | Herkunft Kleingebiet | 01.10.2011    | 01.01.2013    | 01.01.2016    | 01.01.2016   | Bevölkerungs- dichte (Ew./km²) |
| ----------------- | -------- | -------------------- | ------------- | ------------- | ------------- | ------------ | ------------------------------ |
| Ajak              | Stadt    | Kisvárda             | 3.625         | 3.785         | 3.709         | 24,76        | 149,8                          |
| Anarcs            | Gemeinde | Kisvárda             | 1.860         | 1.910         | 1.992         | 17,06        | 116,8                          |
| Dombrád           | Stadt    | Kisvárda             | 3.954         | 4.070         | 3.964         | 51,84        | 76,5                           |
| Döge              | Gemeinde | Kisvárda             | 2.107         | 2.206         | 2.293         | 16,54        | 138,6                          |
| Fényeslitke       | Gemeinde | Kisvárda             | 2.390         | 2.516         | 2.414         | 25,15        | 96,0                           |
| Gyulaháza         | Gemeinde | Kisvárda             | 1.889         | 1.939         | 1.894         | 22,09        | 85,7                           |
| Jéke              | Gemeinde | Kisvárda             | 706           | 729           | 766           | 6,32         | 121,2                          |
| Kékcse            | Gemeinde | Kisvárda             | 1.538         | 1.546         | 1.519         | 18,23        | 83,3                           |
| Kisvárda          | Stadt    | Kisvárda             | 16.986        | 16.888        | 16.489        | 35,90        | 459,3                          |
| Lövőpetri         | Gemeinde | Kisvárda             | 445           | 467           | 474           | 9,26         | 51,2                           |
| Mezőladány        | Gemeinde | Kisvárda             | 1.056         | 1.086         | 1.132         | 14,07        | 80,5                           |
| Nyírkarász        | Gemeinde | Baktalórántháza      | 2.320         | 2.371         | 2.309         | 41,43        | 55,7                           |
| Nyírlövő          | Gemeinde | Kisvárda             | 677           | 676           | 695           | 7,91         | 87,9                           |
| Nyírtass          | Gemeinde | Baktalórántháza      | 2.017         | 2.063         | 2.030         | 37,95        | 53,5                           |
| Pap               | Gemeinde | Kisvárda             | 1.802         | 1.839         | 1.766         | 17,15        | 103,0                          |
| Pátroha           | Gemeinde | Kisvárda             | 2.871         | 2.905         | 2.940         | 39,23        | 74,9                           |
| Rétközberencs     | Gemeinde | Kisvárda             | 1.112         | 1.105         | 1.071         | 15,80        | 67,8                           |
| Szabolcsbáka      | Gemeinde | Kisvárda             | 1.167         | 1.199         | 1.159         | 19,84        | 58,4                           |
| Szabolcsveresmart | Gemeinde | Kisvárda             | 1.684         | 1.728         | 1.667         | 22,95        | 72,6                           |
| Tiszakanyár       | Gemeinde | Kisvárda             | 1.616         | 1.599         | 1.589         | 15,51        | 102,5                          |
| Tornyospálca      | Gemeinde | Kisvárda             | 2.576         | 2.655         | 2.855         | 43,61        | 65,5                           |
| Újdombrád         | Gemeinde | Kisvárda             | 709           | 742           | 777           | 10,78        | 72,1                           |
| Újkenéz           | Gemeinde | Kisvárda             | 1.007         | 1.026         | 1.005         | 9,69         | 103,7                          |
| Kreis Kisvárda    |          |                      | 56.114        | 57.050        | 56.509        | 523,07       | 108,0                          |